# Dinemoura producta
Dinemoura producta is een eenoogkreeftjessoort uit de familie van de Pandaridae. De wetenschappelijke naam van de soort is voor het eerst geldig gepubliceerd in 1785 door O.F. Müller.